# Thomas Fannon
Thomas Fannon (Birmingham, 20 mei 1998) is een Brits zwemmer die is gespecialiseerd in de vrije slag. 

## Biografie
In 2016 behaalde Fannon de bronzen medaille op de 50 meter vrije slag op de Europese kampioenschappen voor junioren. Op de Europese kampioenschappen zwemmen 2018 in Glasgow eindigde Fannon op de twaalfde plaats in de 50 meter vrije slag.

## Internationale toernooien
| Jaar | Olympische Spelen | WK langebaan  | WK kortebaan   | EK langebaan                           | EK kortebaan  | Gemenebestspelen  |
| ---- | ----------------- | ------------- | -------------- | -------------------------------------- | ------------- | ----------------- |
| 2016 | geen deelname     |               | geen deelname  | 21e 50m vrije slag 57e 50m vlinderslag |               |                   |
| 2017 |                   | geen deelname |                |                                        | geen deelname |                   |
| 2018 |                   |               | 11-16 december | 12e 50m vrije slag                     |               | 8e 50m vrije slag |

## Persoonlijke records
Bijgewerkt tot en met 18 augustus 2018
Kortebaan
| Afstand        | Tijd  | Datum            | Plaats    |
| -------------- | ----- | ---------------- | --------- |
| 50m vrije slag | 22,39 | 15 december 2016 | Sheffield |

Langebaan
| Afstand        | Tijd  | Datum        | Plaats     |
| -------------- | ----- | ------------ | ---------- |
| 50m vrije slag | 22,09 | 9 april 2018 | Gold Coast |